# Модификатор текучести
Модификатор текучести  — гранулы статистического сополимера ПММА с полиакрилатом. Применяются для улучшения технологичности процесса получения изделий из прозрачного и непрозрачного ПВХ. Применение данных добавок позволяет получить следующие преимущества:
- ускорение плавления ПВХ-компаунда
- увеличение производительности и снижение температуры технологического процесса
- улучшение диспергируемости прочих добавок в ПВХ
- улучшение однородности плавления композиции
- уменьшение вероятности возникновения технологических дефектов — раковин, воздушных пузырей, меток от выпрессовки и разрывов струи расплава
- улучшение вакуумной термоформуемости листового ПВХ и экструдируемости вспененного ПВХ
- высокий глянец и превосходное качество поверхности изделий
- улучшение характеристик прочности при растяжении, ударной вязкости ПВХ и прочность сварного шва

Основные мировые производители: Akdeniz (PRO 40,PRO 60), LG Chem (PA-828, PA-910), Kaneka (Kane-Ace P-30), Rohm&Haas (Paraloid K-400, K-125) и другие